# Perșotravneve, Snihurivka
Perșotravneve (în ucraineană Першотравневе) este localitatea de reședință a comunei Perșotravneve din raionul Snihurivka, regiunea Mîkolaiiv, Ucraina.

## Demografie
Componența lingvistică a localității Perșotravneve
     Ucraineană (98,25%)
     Rusă (1,37%)
Conform recensământului din 2001, majoritatea populației localității Perșotravneve era vorbitoare de ucraineană (98,25%), existând în minoritate și vorbitori de rusă (1,37%).